# R. Murray Schafer
Pour les articles homonymes, voir Schafer.
Raymond Murray Schafer, né le 18 juillet 1933 à Sarnia en Ontario et mort le 14 août 2021, est un compositeur, théoricien et pédagogue canadien connu pour ses sensibilités écologistes.
Cofondateur du « projet mondial d'environnement sonore » à l'Université Simon Fraser, Schafer publie en 1977 Le Paysage sonore (originellement publié en anglais sous le titre The Tuning of the World). Cet ouvrage, qui se veut en quelque sorte la synthèse de ses recherches en matière d'écologie sonore, lui vaut rapidement une reconnaissance internationale. Il serait le premier à avoir popularisé le concept de « paysage sonore », en anglais soundscape, bien que l'invention du terme soit attribué par Schafer lui-même à l'urbaniste Michael Southworth.

## Compositions
(mai 2023).
Sa qualité peut être largement améliorée en utilisant un vocabulaire plus directement compréhensible.

### Théâtre
- Jonah (Schafer et autres, d'après le livre de Jonas) : 1979 (Maynooth, Ont. 1979); ch (SATB), acteurs, fl, cl, org, perc; Arcana 1980.
- Voir aussi Apocalypsis, Loving, Patria.

### Orchestre
- In Memoriam : Alberto Guerrero : 1959 (Van 1962); orch cdes; Arcana 1985; Centredisques CMC-2887 (Orchestre symphonique de Vancouver).
- Partita : 1961 (Hal 1963); orch cdes; Arcana; CBC SM-15 (Orchestre de la SRC à Vancouver).
- Canzoni for Prisoners : 1962 (Mtl 1963); grand orch; Ber 1977.
- Untitled Composition for Orchestra no  1 : 1963 (Tor 1966); pt orch; Ber 1977.
- Untitled Composition for Orchestra no  2 : 1963; grand orch; Ber 1977.
- Statement in Blue : 1964 (Tor 1965); orch de jeunes; BMIC 1966, UE 1971; (1970) Mel SMLP-4017 (Lawrence Park Collegiate O, J. McDougall c orch).
- Son of Heldenleben : 1968 (Mtl 1968); grand orch, bande; UE 1976; RCI 387, Sel CC-15-101 et 5-ACM 3 (Orchestre symphonique de Montréal).
- No Longer Than Ten (10) Minutes : 1970 (Tor 1971), rév 1972; grand orch; Ber 1977.
- East (méditations sur un texte de Ishna Upanishad) : 1972 (Bath, Angl. 1973); pt orch; UE 1977; RCI 434 et 5-ACM 3 (Orchestre du Centre national des Arts).
- North/White : 1973 (Van 1973); grand orch, motoneige; UE 1980.
- Train : 1976 (Tor 1976); orch de jeunes; Ber 1977.
- Cortège : 1977 (Ottawa 1977); pt orch; UE 1981.
- Ko wo kiku (« Listen to the Incense ») : 1985 (Kyoto 1985); grand orch; Arcana 1989.
- Dream Rainbow Dream Thunder : 1986 (Kingston 1986); grand orch; Arcana 1989; CBC SMCD-5101 (Esprit Orchestra).
- Scorpius : 1990 (Tor 1990); orch; Arcana 1990.

### Solistes, chœurs avec orchestre
- Minnelieder (divers poètes médiévaux allemands) : 1956 (version chamb); 1987 (version orch) (version orch, Québec 1987); mezzo, quin bs ou mezzo, orch; Ber 1970 (version chamb); Arcana (location, version orch avec une chanson additionnelle, « Über den Linden », texte de Walter von der Vogelweider); (version chamb) RCI 218, RCA CCS-1012 et 5-ACM 3 (Mailing).
- Protest and Incarceration (poètes de l'Europe de l'Est) : 1960 (Tor 1967); mezzo, orch; ms.
- Brébeuf, cantate (Brébeuf, trad. Schafer) : 1961 (Tor 1966); bar, orch; Arcana 1981.
- Threnody (enfants japonais) : 1966, rév 1967 (Van 1967); ch, orch, bande; Ber 1970; (1970) Mel SMLP-4017 (Lawrence Park Collegiate O and Choir, J. Barron dir.).
- Lustro : 1970-1972 (SRC Tor 1973) comprenant :
- Partie I - Divan i Shams i Tabriz (Jahal al din Rumi) : 1969 (rév 1970); 6 vx sol, orch, bande; UE 1977;
- Partie II - Music for the Morning of the World (div) : 1970; v, bande 4 pistes; UE 1973; 2-Mel SMLP-4035-6 (K. Terrell);
- Partie III - Beyond the Great Gate of Light (Tagore) : 1972; 6 vx sol, orch, bande; UE 1977.
- Arcana (Schafer, trad. en hiéroglyphes du Moyen-Empire égyptien par D.B. Redford), 12 des 14 mélodies (moins les no  9 et 12) figurent dans Patria 4 : 1972 (version orch, Mtl 1973); v, orch (v, ens chamb); ms; UE 1977 (version chamb); RCI 434 et 5-ACM 3 (Morrison).
- Adieu Robert Schumann (Clara Schumann, adapt Schafer) : 1976; contralto, orch; UE 1980; CBC SM-364 (Forrester).
- Hymn to Night (Novalis) tiré de Patria 7 : 1976; sop, pt orch, bande; UE 1981; CBC SM-364 (Turofsky, orchestre de la SRC de Vancouver).
- The Garden of the Heart (The Thousand and One Nights) : 1980 (Ott 1981); contralto, grand orch; Arcana 1982.
- Concerto pour flûte : 1984 (Mtl 1984); fl, grand orch; Arcana 1985.
- Letters from Mignon : 1987 (Calgary 1987); mezzo, orch; Arcana 1989.
- Concerto pour harpe : 1987 (Tor 1988); hp, grand orch; Arcana 1988.
- Concerto pour guitare : 1989 (Tor 1990); guit, pt orch; Arcana 1989.
- The Darkly Splendid Earth: The Lonely Traveller : 1991 (Tor 1991); vn, grand orch; Arcana.
- Gitanjali(Rabindranâth Tagore) : 1991 (Ott 1992); sop, pt orch; Arcana 1990.
- Concerto pour accordéon : 1993, acc, orch.
- Concerto pour alto et orchestre : 1997, alt et orch.

### Musique de chambre
- Concerto pour clavecin et huit instruments à vent : 1954 (Mtl 1959); clavn et 8 instr à vent; Arcana 1990; RCI 193 (K. Jones clavn), Centredisques CMC-CD-3488 (Tilney).
- Sonatine : 1958; fl, clavn (p); Ber 1976.
- Five Studies on Texts by Prudentius : 1962, sop, 4 fl; BMIC 1965.
- 4 arias de Loving (Toi): The Geography of Eros (1963) et Air Ishtar, Modesty, Vanity (tous 1965); sop, ens chamb; (Modesty) mezzo, ens chamb; Ber 1979 (Ishtar, Vanity et Eros).
- Requiems for the Party Girl (Schafer) de Patria 2 : 1966; mezzo, ens chamb; BMIC 1967; RCI 299 et 5-ACM 3 (Mailing mezzo, SMCQ), Mel SMLP-4026 (Mailing, Schafer c orch), CRI SD-245 (Pilgrim sop, Chicago University Contemporary Chamb Players, Shapey c orch).
- Minimusic : 1967; toute combinaison d'instr ou vx; UE 1971; Ber 1972.
- Quatuor à cordes no  1 : 1970; UE 1973; RCI 353 et Mel SMLP-4026 (Quatuor à cordes Purcell), Concert Hall SMS-2902, Mel SMLP-4038 et 2-Centredisques CMC-CD-39-4090 (Quatuor à cordes Orford).
- Enchantress (Sappho) : 1971; v, fl exotique, 8 vc; Ber 1978.
- Quatuor à cordes no 2 (« Waves ») : 1976; Ber 1978; Mel SMLP-4038 et 2-Centredisques CMC-CD-39-4090 (Quat à cdes Orford), RCI 476 et 5-ACM 3 (Quat à cdes Purcell).
- The Crown of Ariadne de Patria 3 et Patria 5 : v. 1979; hp, perc (par le harpiste); Arcana 1980; Aquitaine MS-90570 et Centredisques CMC-CD-41-4292 (Loman), Mark MC-20485 (Mario Falcao).
- Music for Wilderness Lake : 1979; 12 trb, petit lac rural; Arcana 1981.
- Beauty and the Beast (Schafer, d'après de Beaumont) de Patria 3 : 1979; contralto avec masques, quat cdes; Arcana 1983 (texte anglais et trad. française).
- Wizard Oil and Indian Sagwa (Schafer) de Patria 3 : 1980; narr, cl; Arcana 1982.
- Quatuor à cordes no  3 : 1981; Arcana 1983; 2-Centredisques CMC-CD-39-4090 (Quat cdes Orford).
- Theseus : 1983; hp, quat cdes; Arcana 1988; Centredisques CMC-CD-41-4292 (Loman).
- Buskers (auparavant Rounds) de Patria 3 : 1985; fl, vn, al; Arcana.
- Le Cri de Merlin : 1987; guit, bande; Arcana 1987; Chandos ABTD-1419 et Chandos CHAN-8784-CD (Kraft).
- Quatuor à cordes no  4 : 1989; quat cdes, sop; Arcana 1989; 2-Centredisques CMC-CD-39-4090 (Quat cdes Orford).
- Quatuor à cordes no  5 (« Rosalind ») : 1989; Arcana 1989; 2-Centredisques CMC-CD-39-4090 (Quat cdes Orford).
- Quatuor à cordes no  6 (« Parting Wild Horse's Mane ») : 1993.
- Quatuor à corde no  7 : sop, perc; 1998.
- Quatuor à cordes no  8 : bande; 2001.
- Four-Forty : quat cdes, orch; 2000.

### Chœurs
- Four Songs on Texts of Tagore : 1962; sop, mezzo, contralto, SA; ms.
- Gita (Bhagavad Gita) de Patria 1 : 1967; SATB, cuivres, bande; UE 1977.
- Epitaph for Moonlight (mots inventés par des étudiants de 7e année) de Patria 5 : 1968; SATB, cloches (facultatif); BMIC 1969, UE 1971; CBC SM-274 et 5-ACM 3 (Festival Singers), Mel SMLP-4017 (Lawrence Park Collegiate Choir, J. Barron dir.), Grouse GR-101-C (Vancouver Chamber Choir), P3-C (cass) (Powell River Academy Singers, Don James dir.), World WRC-257 (Concert Choir de l'Université de l'Alberta, Larry Cook dir.).
- From the Tibetan Book of the Dead (Bardo Thödol) de Patria 2 : 1968; sop, SATB, fl, alto, cl, bande; UE 1973.
- Two Anthems (auparavant Yeow and Pax) (Isaïe) : 1969; SATB, org, bande; Ber 1980.
- In Search of Zoroaster (livres sacrés de l'Orient) : 1971; v d'homme, SATB (au moins 150 vx), perc, org (bande); Ber 1976.
- Miniwanka or the Moments of Water (dialectes amérindiens nord-amér.) : 1971; SA (SATB); UE 1973; RCI 434 (Chorale Bach de Van), Grouse Gr-101-C (Vancouver Chamber Choir), ARU 8701-CD (F.A.C.E. Senior Treble Choir, Iwan Edwards dir.), Centredisques CMC-2285 (Tor Children's Chorus), Imperial non numéroté (Powell River Boys' Choir, James dir.).
- Psalm (auparavant Tehillah) d'Apocalypsis(psaume 148) : 1972 (rév 1976); ch mixte, perc; Ber 1976; RCI 434 (Chorale Bach de Van).
- Credo (Giordano Bruno, adap par Schafer) d'Apocalypsis : 1977; 12 ch, bande, cdes ou synth optionnels; Arcana 1986.
- Felix's Girls (Henry Felix) de Patria 3 : 1979; quat SATB ou ch; Arcana 1980; Grouse GR-101-C (Van Chamb Choir).
- Gamelan (syllabes de la solmisation balinaise) de Patria 3 : 1979; quat ou ch (SATB, SASA, TBTB); Arcana 1980; Grouse GR-100, Marquis MAR-106 et Grouse 101-C (Van Chamb Choir).
- Sun (termes désignant le soleil en 36 langues) de Princess of the Stars(prologue de Patria) : 1982; SATB; Arcana 1983; 2-Centredisques CMC-14-1584 et RCI 585 (Elmer Iseler Singers), Grouse GR-101-C (cass) (Van Chamb Choir).
- A Garden of Bells (Schafer et autres) : 1983; SATB; Arcana 1984; Grouse GR-101-C (Van Chamb Choir).
- Snowforms (mots inuits désignant la neige) : 1981 (rév 1983); SA; Arcana 1986; Grouse GR-101-C (cass) (Van Chamb Choir).
- The Star Princess and the Waterlilies (Schafer) de And Wolf Shall Inherit the Moon (conclusion de Patria) : 1984 : narr, ch d'enfants, perc légère; Arcana 1984; TCC TCC-D-004 (Tor Children's Chorus).
- Fire (Schafer) de Patria 5 : 1986; SATB, perc légère; Arcana 1986; Grouse GR-101-C (cass) (Van Chamb Choir).
- Magic Songs (Schafer) : 1988; SATB (TTBB); Arcana 1988.
- The Death of the Buddha (Mahaperinibbana Sutta) : 1989; ch mixte, gongs, arbre à cloches; Arcana 1989.
- Vox Naturae de De Rerum Natura : 1997.

### Voix
- Three Contemporaries (Schafer) : 1956; mezzo, p; Ber 1974.
- Kinderlieder (traditionnel, Brecht) : 1958; sop, p; Ber 1975; CBC SM-141 (Mailing).
- La Testa d'Adriane (Schafer) de Patria 3 : 1977; sop, acc; Arcana 1980 (dans R. Murray Schafer: A Collection); Mel SMLP-4034 (Morrison).
- Sun Father Sky Mother (Schafer) de And Wolf Shall Inherit the Moon(conclusion de Patria) : 1985; v solo dans des montagnes, près de l'eau et de la forêt; Musical Canada.
- Tantrika (mots sanscrits de textes tantriques) de Patria 3 : 1986; mezzo, 4 perc; 1986.
- Gitanjali (Rabindranath Tagore) : 1991; sop, orch.

### Autres
- Kaléidoscope : 1967; bande multipiste.

- Okeanos (Hésiode, Homère, Melville, Pound et autre) : 1971; bande 4 pistes (composée par Bruce Davis, texte compilé avec Brian Fawcett).

- Dream Passage (Schafer) : 1969 (radio SRC 1969); version radio de Patria 2: Requiems for the Party Girl; mezzo, ens chamb, bande.

- Hear Me Out (Schafer) de Patria 3 : 1979; 4 vx parlées; Arcana 1980.

- Un mouvement pour Ontario Variations : 1979; p; variations par des compositeurs ontariens sur un thème de Jack Behrens.

- Harbour Symphony : 1983; cornes de brume; ms; partition reproduite en partie dans Musicworks, 25, été 1983.

## Distinctions
- 1972 - Médaille du Conseil canadien de la musique
- 1974 - Prix William Harold Moon
- 1978 - Prix Jules-Léger
- 1987 - Prix Glenn Gould

## Filmographie
- Joan Henson, Bing, Bang, Boom, NFB, 1969.
- Music for Wilderness Lake, Fichman-Sweete Productions [Rhombus Media], 1980.
- Adieu Robert Schumann, SRC, 1981.
- Carnival of Shadows, adaptation filmique de Patria 3: The Greatest Show, Rhombus Media, 1989.
- Salt Water People, ONF, 1992.